# 网脉槭
网脉槭（学名：Acer reticulatum），为槭树科槭属下的一个种。

## 扩展阅读
維基物種上的相關：网脉槭